# ガリヴァー旅行記
『ガリヴァー旅行記』（ガリヴァーりょこうき、英: Gulliver's Travels）は、アイルランドの風刺作家ジョナサン・スウィフトにより、仮名で執筆された風刺小説である。原版の内容が大衆の怒りを買うことを恐れた出版社により、大きな改変を加えられた初版が1726年に出版され、1735年に完全な版が出版された。正式な題名は、『船医から始まり後に複数の船の船長となったレミュエル・ガリヴァーによる、世界の諸僻地への旅行記四篇』 （"Travels into Several Remote Nations of the World, in Four Parts. By Lemuel Gulliver, First a Surgeon, and then a Captain of Several Ships"）である。
本書は出版後間もなく非常な人気を博し、それ以来現在に至るまで版を重ね続けている。イングランドの詩人ジョン・ゲイは1726年にスウィフトに宛てた手紙の中で、「内閣評議会から子供部屋に至るまで、この本はあらゆる場所で読まれている」と述べている。

## 概要
医師のレミュエル・ガリヴァーの筆を装い、スウィフトは一連の奇妙な文化への旅行記の報告を試みた。この試みの中には、当時一般的だった旅行記の形式を模しながら、イギリス人の社会や慣習に批判的な視点を与えるために慎重に設計された、異国や野蛮な文化への明白な捏造が含まれている。その数年前に公開されたばかりで世間の絶賛を博したダニエル・デフォーによる空想旅行記『ロビンソン・クルーソー』の方向性を、『ガリヴァー旅行記』は継承していた。
スウィフトがイギリス人及びイギリス社会に対する批判を行った原因の一つに、当時のイギリス（グレートブリテン王国）の対アイルランド経済政策により、イギリスが富を享受する一方で、アイルランドが極度の貧困にあえいでいたことが挙げられる。また、スウィフトは『ガリヴァー旅行記』の出版以前にパンフレットを用いてアイルランドの民衆にイギリス製品のボイコット運動の呼びかけを行っており、イギリス政府から危険視される存在であった。出版社が出版に慎重な姿勢を取った一因である。
『ガリヴァー旅行記』は、20世紀では子供向けの物語とみなされることが多かった。子供向けの版では最初の2篇のみが収録される傾向にあり、全編を通して読んでいない人々からは、主人公が身長6インチ（15.2センチメートル）の小柄すぎる人々に取り巻かれるリリパット国とブレフスキュ国でのレミュエル・ガリヴァーの冒険に広く関心が持たれている。しかし、この作品がこれまでに書かれた道徳と品行に対する風刺文学の中で、最も痛烈な一作品である事実が見過ごされているのは皮肉な巡り合わせである。今もなお本作は、全歴史を通じた偉大かつ不朽の風刺文学の一つとして、これまでに書かれた最高の政治学入門書の一つとして、確固として成立している。法における判例上の対立、数理哲学、不死の追求、男性性、動物を含めた弱者の権利等、今日の数多くの議論が、本作には予見されていた。

## 旅行記の内容

### 第一篇 リリパット国渡航記
1699年5月4日 - 1702年4月3日
リリパット国とブレフスキュ国は、ガリヴァーによる空想の冒険譚の第一篇に関わる国々である。両国は、南インド洋にあり、約800ヤード（約732メートル）の海峡を挟んで隣接している。両国の全国民は、身長が常人の1/12ほどの6インチ以下の小人で(人ばかりではなく動植物、建物などもそれに見合った大きさ、例えば牛や馬も4-5インチの背丈)、彼らの関心事も小さく取るに足らぬものであるが、スウィフトの時代の典型的なイギリス国民のように、道徳には公正であり、神を畏れ、正直である。

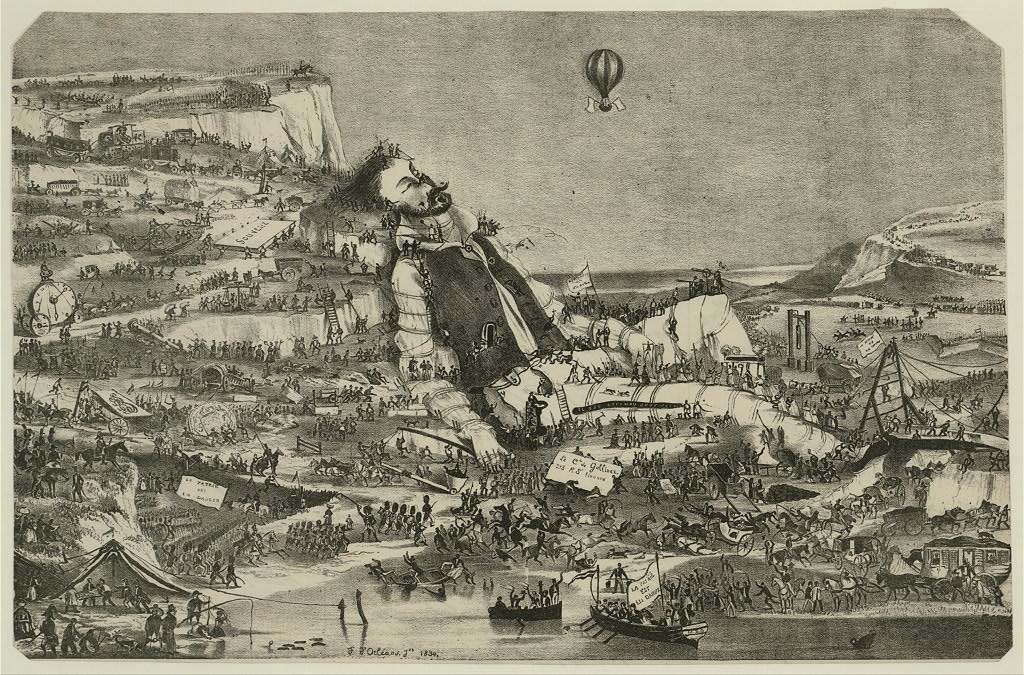
リリパットの海岸にうちあげられ気絶しているところを軍隊によって縛り上げられたガリヴァー

リリパット国の社会と政治体制は、18世紀のイギリス（グレートブリテン王国）を表現している。イギリスと同様に、トーリー党を表す「高踵党」と、ホイッグ党を表す「低踵党」の2つの政党が存在する。
リリパット国は、2世代にわたり隣国のブレフスキュ国と交戦下にある。ブレフスキュ国にフランスを表現させることで、スウィフトは当時のイギリスとフランスの国際上の関係を示したのである。リリパット国とブレフスキュ国の戦争の理由は、「卵の殻の正しいむき方は、大きな方から剥くか、それとも小さな方から剥くか」についての意見の違いに由来する。
ガリヴァーは、小さなリリパット国民にとっては巨人であるが、自分を縛めから解放しようとしたり、リリパット国民を殺戮しようとは試みない。歓待を受けたことで、リリパット国を防衛する義務を感じたガリヴァーは、ブレフスキュ国の艦隊を拿捕することで戦争を解決する。まだ第二次百年戦争の開始から年数を経ていない18世紀の世界において、イギリスとイギリス海軍の役割をスウィフトは理想化していたのだと考えている者もいる。
リリパット国の皇帝は、ブレフスキュ国をリリパット国の属領にしようと目論むが、ガリヴァーはブレフスキュの国民を殺戮することを拒絶する。この行為と、宮殿の火災を放尿で消し止めた事実が組み合わさって、リリパット国の皇帝はガリヴァーの目を潰し、政府により人道的かつ慈悲深い刑罰とみなされた餓死か毒殺の刑罰をガリヴァーに科そうと企てる。これを知ったガリヴァーは、ブレフスキュ国に逃れ去り、転覆したボートが浜に打ち寄せられているのを見付けて、イギリスに帰国する。
この篇において、リリパット国とブレフスキュ国の戦争は、ヘンリー8世の行った処刑や追放刑により始まったイングランド国教会とカトリック教徒の諍いに基づいている。卵はカトリック最高の祝日である復活祭のシンボルとして、キリスト教やキリスト信仰を表している。「卵の大きな方」はカトリック教徒を表しており、「卵の小さな方」は国教徒を表している。いさかいの原因を嘲笑することによって、聖書の解釈の仕方は幾通りもあることをスウィフトは示しつつ、この記述は些細な出来事が大きな闘争に発展する状況を風刺している。

### 第二篇 ブロブディンナグ国渡航記
1702年6月20日 - 1706年6月3日

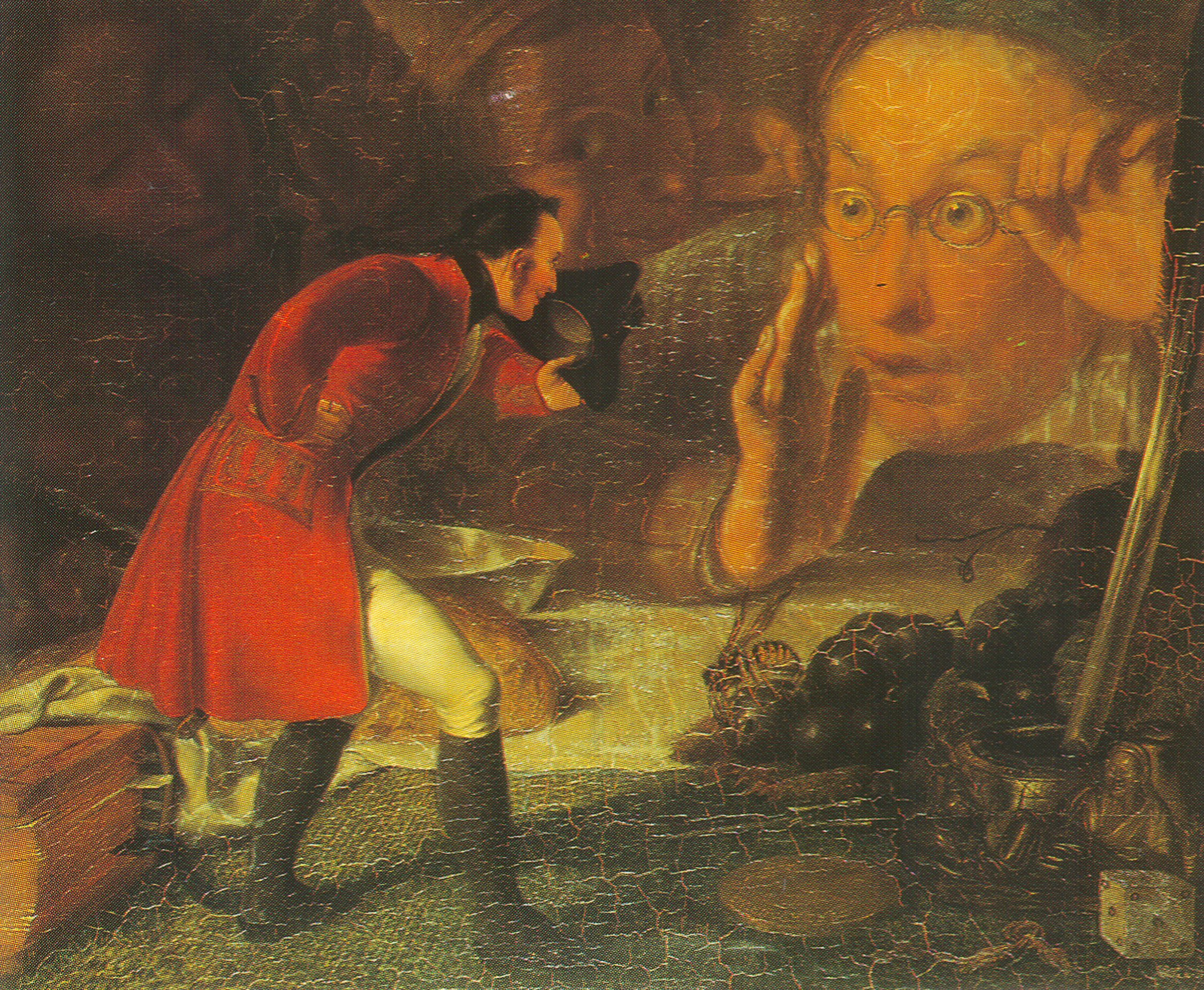
リチャード・レッドグレーブによる『ブロブディンナグの農夫に見世物にされるガリヴァー』

第二篇では、ガリヴァーは、あらゆる物が巨大な、巨人の王国ブロブディンナグ国に上陸するなど、リリパット国でのガリヴァーの冒険とは正反対である。他の全国民が大きい一方で、今やガリヴァーは小人である。ガリヴァーを捕まえた身長60フィート（約18メートル）の農夫は、最初はガリヴァーをサーカスの見世物のように見せて回り、次いでブロブディンナグ国の王妃に売り飛ばす。王妃は、ガリヴァーに大いに愛着を寄せ、住居として人形の家のように家具を備えた木箱を与えるなどして、ある種の愛玩動物か人形のようにではあるが、非常によく待遇する。ガリヴァーは、おもちゃとして扱われていることに気付いておらず、リリパット国への渡航記でのように、彼自身は実際の境遇より遥かに重要な存在であると考えている。
ガリヴァーが王妃の歓待を受ける際、しばしば宮廷の女官達がガリヴァーを訪問する。ガリヴァーを性的なおもちゃ扱いしたブロブディンナグ国の王妃付きの女官たちがいかに不潔で不道徳であるかを繰り返す記述は、スウィフトが女性に対して抱く嫌悪感を伝えている。
ブロブディンナグ国の国王もこの奇妙な生物に関心を抱き、イギリスの社会、戦争、司法、金融制度に関わるあらゆる事柄をガリヴァーから聞き出す。国王に詳細な質問を行わせることで、スウィフトはイギリスの諸問題を露わにし、イギリスで施行されていた政策に批判を加えている。火薬の製法を教示しようというガリヴァーの提案は、ブロブディンナグ国の国王を特に戦慄させ、人類はかつて地球上に置かれた最も哀れな種族であるという思慮を国王から導き出す。
領地への巡行の際に、一羽の鷲がガリヴァーの住む木箱をさらい取って大海原に落とし、遠洋でイギリス船に発見されたガリヴァーは祖国へ帰還する。
なお、『ガリヴァー船長から従兄弟シンプソンへの手紙』では、ブログディンナグはスペルミスで、ブログディンラグが正しいと記されている。

### 第三篇 ラピュータ、バルニバービ、ラグナグ、グラブダブドリッブおよび日本への渡航記
1706年8月5日 - 1710年4月16日

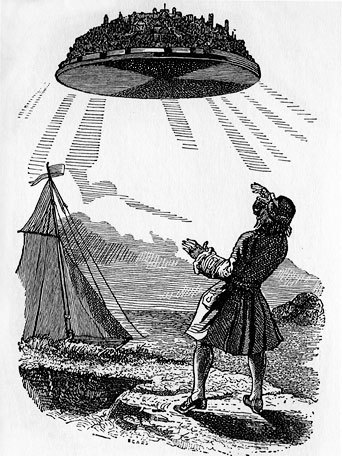
漂流中のガリヴァーと遭遇する巨大な「空飛ぶ島」ラピュータ

第三篇を占めるラピュータ、バルニバービ、ラグナグ、グラブダブドリッブおよび日本は、学究生活と科学とその他の諸々の事柄を風刺している。ラピュータで扱われているテーマは王立協会への痛烈な風刺と、さらにはニュートンへの皮肉であったと広く考えられている。
漂流中のガリヴァーを助けた巨大な「空飛ぶ島」ラピュータは、日本のはるか東にある島国バルニバービの首都で国王の宮廷であり、底部のアダマントに連結された巨大な天然磁石の磁力によって、磁鉄鉱の豊富なバルニバービ国の領空を自在に移動することができる。
ラピュータの全市民は、科学者である。住民はみな常に科学について沈思黙考しているため、いつも上の空であり、時々正気に戻りまともに道を歩いたり話したりするために、頭や目を叩く「叩き役」を連れている。表向きは啓蒙的ながら、ラピュータ人の科学は、学問のための学問に過ぎない。ここでスウィフトは、科学における啓蒙主義運動を批判している。スウィフトは、基本的に科学に反対してはいなかったが、科学は人類に貢献すべきであるという見解に立っていた。
地上のバルニバービは、本来豊かな国であったが、天上の首都ラピュータに搾取される存在であり、その住民には生気がなく、最大の都市であるラガードは荒れ果てている。
バルニバービ各地では、領主貴族や農民がたびたび反乱を起こすが、そのたびに国王はラピュータを反乱地の上空に急行させ、太陽や雨を遮り、罰としてその農業を破滅させ飢餓と病を与える。都市で起こる反乱は、ラピュータが上空から投石し、さらに街ごと押し潰して鎮圧する。これらのくだりは、ロンドンに搾取されるアイルランドを、また当時実際にアイルランドで起こった反乱を反映しているとされる。
また、バルニバービにはラピュータに上京してラピュータ式科学に完全にかぶれて帰郷した者が多数おり、せっかくの肥沃な田園地帯を更地にし、伝統的な農法をやめてラピュータで開発された実験的な（全く実用的とは思われない）農法を実現すべく励んでいるため、国土は荒廃したままである。
ガリヴァーは、ラグナグと日本を経由してイギリスに戻ろうとするが船便がなく、その間近くの小島グラブダブドリッブへ旅し、魔法使いの種族と遭遇する。グラブダブドリッブ人の降霊術により、ガリヴァーは歴史上の偉人を呼び出すことができ、その結果彼らがいかに堕落した不快な人物であったかを知ることになる。「修正」された歴史のくだりでは、幾世代間もの人間性の堕落がいかに根強いものであるかを、スウィフトは読者に示そうと試みる。高貴な時代からの退化という形で人類の進歩を示すことにより、現在の人類は堕落しているが、かつてはその堕落も甚だしくはなく、まだ救済することが可能であったと、スウィフトは言いたかったのかもしれない。
大きな島国であるラグナグ王国に着いたガリヴァーは、不死人間ストラルドブラグの噂を聞かされ、最初は自分がストラルドブラグであったならいかに輝かしい人生を送れるであろうかと夢想する。しかし、ストラルドブラグは不死ではあるが不老ではないため、老衰から逃れることはできず、いずれ体も目も耳も衰え集中力も記憶力もなくなり、日々の不自由に愚痴を延々こぼし、歳を取った結果積み重なった無駄に強大な自尊心で周囲を見下す低俗極まりない人間になっていく。80歳で法的に死者とされてしまい、以後どこまでも老いさらばえたまま、世間から厄介者扱いされている悲惨な境涯を知らされて、むしろ死とは人間に与えられた救済なのだと考えるようになる。
1709年5月21日、ラグナグを出航して日本の東端の港ザモスキに着き、江戸で「日本の皇帝」に拝謁を許されたガリヴァーは、オランダ人に課せられる踏み絵の儀式を免除してほしいとの申し出をし、「踏み絵を躊躇するオランダ人など初めて見た」と怪訝な顔をされるも、ラグナグ王の親書などの効果でなんとか了解される。ガリヴァーは、ナンガサク（Nangasac, 長崎）まで護送され、6月9日にオランダ船で出港しイギリスに帰国する。

### 第四篇 フウイヌム国渡航記
1710年9月7日 - 1715年12月5日

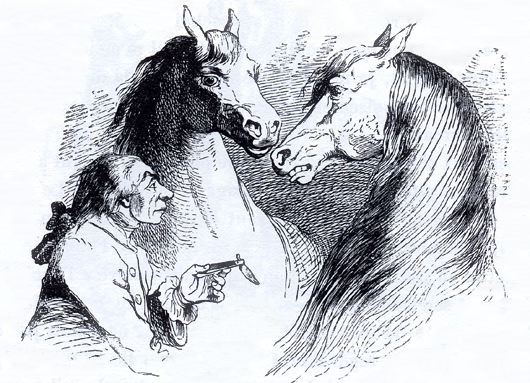
フウイヌムとガリヴァー

最終篇であるフウイヌム国渡航記は、平和で非常に合理的な社会を持つ、高貴かつ知的な馬の種族に関して述べた物語である。馬の姿をした種族フウイヌムは戦争や疫病や大きな悲嘆を持たず、エリート主義的かつ官僚的で創造性に欠けた、厳密な種族的カースト制度を保持している。この制度は、話法や風習、外見において、イギリスの貴族制を風刺している。
フウイヌムは、彼らを悩ませているヤフーと呼ばれる邪悪で汚らしい毛深い生物と対比される。ヤフーは、ブロブディンナグ国でのサイズの拡大と同様に、人類を否定的に歪曲した野蛮な猿のような種族であり、ヤフーの中には退化した人間性がある。ヤフーは、酩酊性のある植物の根によるアルコール中毒に似た習慣を持っており、絶え間なく争い、人間にとっての宝石類のように無益な輝く石を切に求めている。ガリヴァーと友人のフウイヌムは、人間とヤフーについての記録を比較し、2匹のヤフーが輝く石を巡って争っている隙に3匹目が石を奪い取るというヤフーの行為と訴訟や、特に理由も無いのに同種族で争い合うヤフーの習性と戦争のような、2種族の類似性を発見する。ガリヴァーが自国の人間の文明や社会について戦争や貧富の差も含めて語ると、友人のフウイヌムからは「ヤフーはまだ武器や貨幣を作るような知恵が無いから争いは小規模で済むが、お前達のように知恵をつけたらより凄惨な事態を招くのだろうな」と苦々しげに評される。ガリヴァーの国における馬が、飼い馬はもちろん野生のものまで荒々しくも誇り高く、ヤフーのように粗野で卑しい存在ではないことも決定打となる。
ヤフーは毛深い体と鈎爪により人間と肉体的に異なっているが、雌のヤフーに性交を挑みかかられた後に、ガリヴァーは自分はヤフーであると信じるようになる。それ以来、ガリヴァーはフウイヌムであることを切望するようになる。しかし、ガリヴァーはフウイヌムたちの議会において「知恵や理性はあるが結局はヤフーと同一の存在」と判決を受け、常日頃からフウイヌムたちがヤフーを害獣として淘汰していく方針を進めていたため、処刑されるかフウイヌム国を出ていくよう言い渡される。ガリヴァーは精神的に打ちのめされながらも、友人のフウイヌムに申し訳なさそうに見送られ国を旅立つ。故国に帰り着いた後も、ガリヴァーは自分のできる限り人間性（彼からすれば人間≒ヤフーである）から遠ざかろうと考え、自分の妻よりも厩舎の臭気を好む。フウイヌムから習った言語で厩舎の馬達と会話をしている時だけ心が落ち着いたという。
ガリヴァーがイギリスへ帰還する契機となった、ポルトガル人によるガリヴァーの救出は、しばしば見過ごされる。ガリヴァーを乗船させたポルトガル人の船長ペドロ・デ・メンデスは、物語全編を通じた、最も高貴な人間の例といえる。メンデスは、ガリヴァーを助け出し、船の中に自室を用意してやり、自分が持っていた最高級の着物を与え、リスボンに帰国した後はガリヴァーを自宅に客として滞在させる。

## 出版の経緯
スウィフトがいつ『ガリヴァー旅行記』の執筆に着手したかの詳細は不明であるが、複数の資料は早くも1713年に、スウィフトがジョン・ゲイ、アレグザンダー・ポープ、ジョン・アーバスノット他の文士と共に、当時の文学の人気ジャンルを風刺する目的のサークル「スクリブリラス・クラブ」を組織したことを伝えている。スウィフトにはクラブの架空の代表であるマルティナス・スクリブリラスの伝記の執筆が任されていた。スウィフトの書簡によれば、作品本体は、第1篇と第2篇のテーマに基づく部分が1720年に書き上げられ、次に第4篇が1723年に、第3篇が1724年に書き上げられたことが分かっている。しかし、スウィフトが1724年のドレイピア書簡を執筆している期間にも、加筆は行われていた。1725年8月には本書は完成していた。『ガリヴァー旅行記』が露骨な反ホイッグ党風刺作品であったことから、彼の多数のアイルランドに関する政治的パンフレットの様に本書が告発された際に、筆跡が証拠として用いられるのを避けるべく、スウィフトは原稿を筆写させたと思われる。1726年3月にスウィフトは本書を出版するためにロンドンへ赴き、原稿は秘密裡に出版業者ベンジャミン・モットに手渡され、迅速な出版と発売禁止を避ける目的で5箇所の印刷所が使用された。モットは本書がベストセラーとなることを確信していたが、告発を恐れて、リリパットの宮廷論争やラピュータの属領リンダリーノの反乱等の極めて過激な部分に対しては削除あるいは改竄を行い、第4篇にはアン女王に対する擁護意見を書き加えた。2巻から成る初版は1726年10月26日に出版され8シリング6ペンスの値が付けられた。本書は発売されるや否や大きな評判を呼び起こし、一週間で初版が売り切れた。
モットは匿名でガリヴァー旅行記を出版した後に、その人気を当て込んで、次の数年に多数の続編（『リリパット宮廷の記録』）やパロディ（『リリパット叙情詩二篇』『ガリヴァー船長がブロブディンナグ宮廷を顔色無からしめた最初の有名火力機関』）や解説書（『ガリヴァー物語の解読』『ガリヴァー船長の世界の諸僻地への旅行の簡潔な要約』、2冊目の書籍は1705年にスウィフトの『桶物語』の解説書を執筆したエドマンド・カールによる）を出版した。これらのほとんどは匿名あるいは偽名で出版され、たちまちのうちに忘れ去られた。スウィフトはこれらの書籍のいずれとも全く関わっておらず、1735年のフォークナーによる版で、それらとの関係をはっきりと否定した。しかしながら、スウィフトの友人アレグザンダー・ポープは5編のガリヴァー旅行記に関する韻文を書いており、スウィフトはこの詩を本書の第2版に収録するほどに深く気に入っていた。ただし、これらの詩は今日の多くの版には含まれていない。

### フォークナーによる1735年の版
1735年、アイルランドの出版業者ジョージ・フォークナーにより、3分冊の形で今日の完全な『ガリヴァー旅行記』が出版された。フォークナーが「読者への広告」で明かすところによれば、オリジナルを破壊し尽くしたモットによる改竄を加えられていない原稿の再出版を望む「著者の友人」（スウィフトの友人チャールズ・フォードと考えられている）から、フォークナーはモットによる改竄が行われた部分に注釈が施された書籍を入手したのだと言う。スウィフトは印刷の前に少なくとも一回フォークナーによる版を確認したと考えられているが、これを裏付ける証拠は存在しない。以下で議論される僅かな例外を除いて、一般にこの版が『ガリヴァー旅行記』の初版であると見なされている。
フォークナーによる版にはモットによるオリジナルテキストの改竄を非難する「ガリヴァー船長から従兄弟シンプソンへの手紙」の節が、スウィフトによって加筆されている。スウィフトはこの節で、モットによる改竄を「私の全く与り知らぬ所」と主張し、モットによる改竄を、フォークナー版出版までの数年間に現れた解説書や、中傷文書や、パロディや、非公式の第二部や続編と並べて拒否している。この手紙は現在の標準的なテキストの多数に含まれている。

### リンダリーノ
第3篇にある、空飛ぶ島ラピュータに対する地上の都市リンダリーノの反乱に関する5段落分の短いエピソードは、スウィフトが誇りとしていた『ドレイピア書簡』事件を露骨にほのめかした寓話であった。リンダリーノはダブリンの暗喩であり、ラピュータからの課税はイギリス政府によるウィリアム・ウッド（英語: William Wood (ironmaster)）の粗悪な銅貨の強制を暗喩している。
不明確な理由から、フォークナーはこの節を削除した。反イギリス的な風刺作品がアイルランド系出版社から上梓される事への政治的な懸念からか、フォークナーの使用していたテキストが上の部分を含んでいなかったためのいずれかであると考えられている。
この部分はようやく1899年にスウィフト全集の新版に収録された。このために、現代の『ガリヴァー旅行記』の版は1899年の追加部分を含めてフォークナーの版に準拠している。
『The Annotated Gulliver』において、アイザック・アシモフはリンダリーノ (Lindalino) の名に二つの lin が含まれており、double-lins 、すなわち「ダブリン」に由来することを指摘している。

## 映像化作品
複数の時代を通じて、ガリヴァー旅行記は映画やテレビでの改作がなされている。
- “Le Voyage de Gulliver à Lilliput et chez les géants” (1902年)- ジョルジュ・メリエス監督によるフランスの短編無声映画。
- 『新ガリバー』（1933年）- ソ連のアレクサンドル・プトゥシコ監督による作品。ガリバーを人間が演じ、リリパット達を人形アニメーションで描いている。ストーリーは共産主義礼賛的に改変されている。
- 『ガリバー旅行記』（1939年）- フライシャー・スタジオ製作、パラマウント映画配給のアニメーション。原作とは大きく異なる。
- 『ガリバーの大冒険』（1960年）- 最初に実写映像化されたガリヴァー旅行記。ブロブディンナグのリス、ブロブディンナグの小ワニがレイ・ハリーハウゼンによるストップモーション・アニメーションで表現されている。ジャック・シャー監督、カーウィン・マシューズ主演。
- 『ガリバーと小人たち』（1968年）- ハンナ・バーベラ・プロダクション製作のテレビアニメ。原題はThe Adventures of Gulliverと言う。
- 『ガリバー大冒険』（1977年）- ピーター・R・ハント監督、リチャード・ハリス主演の実写映画。
- Gulliver's Travels（1992年） - テレビアニメーションシリーズ。サバン・エンターテイメント製作、主演声優はテレンス・スキャメル
- 『ガリバー／小人の国・大人の国』『ガリバー2／天空の国・馬の国』（1996年） - テッド・ダンソンとメアリー・スティーンバージェン主演の実写連続テレビシリーズ。この作品では医師ガリバーは長い間別れていた家族のもとに帰還する。ガリバーの旅行記の場面と精神病院に収監されたガリバーの場面が交互にフラッシュバックするのが特徴。ガリヴァー旅行記の最も忠実な映像化であると考えられている。
- Gulliver's Travels（2005年）- IMAXシステムによる3D映画。
- 『ガリバー旅行記』（2010年）- ロブ・レターマン監督、ジャック・ブラック主演。

## 関連作品
台湾誌
1704年にロンドンで出版された、台湾に関する偽書。著者はジョルジュ・サルマナザール。『ガリヴァー旅行記』の成立に影響を与えたとされる。
家畜人ヤプー
1956年より断続的に発表された沼正三の長編小説。家畜化され、品種改良された日本人を意味する「ヤプー」は、作中でドイツ語のヤーパンから由来したなどの説が語られているが、直接には『ガリヴァー旅行記』のヤフーに由来している。
ガリバーの宇宙旅行
1965年3月20日公開の東映動画による長編アニメ映画。ガリバーが宇宙旅行をする。宮崎駿も製作に関わっていた。
溺れた巨人
イギリスのSF作家J・G・バラードによる短編小説。短編集『溺れた巨人』に収録。ある浜辺にガリヴァーのような巨人の死体が打ち上げられるが、住民は見守るばかりで死体は腐っていく。
ストラルドブルグ惑星
日本のSF作家石原藤夫による短編小説。短編集『ストラルドブルグ惑星』に収録。宇宙探検隊がとある惑星で発見した、長命種族。
笑殺軍団リリパットアーミー
1986年に中島らも、わかぎゑふが創設した劇団。
天空の城ラピュタ
1986年公開の宮崎駿（スタジオジブリ制作）によるアニメ映画で、天空に浮かぶ城、ラピュタが登場する。こちらのラピュタは第三篇のラピュータ国をモチーフとしており、登場人物が作中で言及するように『ガリヴァー旅行記』とは関係の無いストーリーである。
めいわくガリバー
『ドラえもん』36巻収録。本作の「小人国編」を読んだのび太が同様の体験を望んで現代日本のような小人の異星人が住む惑星を探し当てる。小人の異星人の声をマイクロ補聴器で聞き取るが、何をするにも抗議され、結局帰ってしまうという風刺作品。その場の幼児にものび太自身の体験を基にアレンジした『ガリヴァー旅行記』の絵本を読み聞かせるが、「つまらない。」と言われてしまう。
超兵器ガ壱号
藤子不二雄による SF 漫画短編。太平洋戦争末期、南方の島に不時着した円盤に乗っていた巨人が、日本軍に拾われて「ガ壱号」と名付けられ、皇軍の一員として連合国軍相手に大活躍する。本作の「小人国編」を日本に置き換えたパロディ作品。
オペラ・ガリバー
オペラシアターこんにゃく座（初演1997年）公開されたオペラ作品。朝比奈尚行の台本は原民喜の翻訳を元にしているが、3人のガリバーが同時に登場するほか、原民喜の「夏の花」と「ガリバー」の世界とを往復する視点であったり、ガリバーがヤフーの子を妊娠したりと、基本的には原作のストーリーを追いつつ大胆な脚色も多い。萩京子作曲。
リリパット王国
2002年に日本テレビで放送されたモーニング娘。が出演するバラエティ番組、『ティンティンTOWN!』の人気コーナーの名前に借用された。
ガリヴァー忍法島
山田風太郎による短編小説。元禄10年（1697年）、浅野内匠頭家臣堀部安兵衛は、日本を訪れたガリヴァーと知り合い、キャプテン・キッドの財宝を巡る騒動に巻き込まれる。
わんぱくだんのガリバーランド
絵本『わんぱくだんシリーズ』の一作。『ガリバーのぼうけん』という絵本を読んでいた3人が絵本の中に吸い込まれ、小人の国「ガリバーランド」を探検する。本作の「小人国編」の後日譚という設定。

## ガリヴァー旅行記に由来する用語
- リリパット国におけるガリヴァーの姿になぞらえて、特定の市場・商品で大部分のシェアを占める企業のことを「ガリヴァー」と呼ぶことがある。
- リリパット国とブレフスキュ国が争っていた卵の殻を剥く順序にちなみ、コンピュータの数値表現のバイト順序を「エンディアン」と呼ぶ。
- リリパット国にちなんで小人のことを「リリパット」と呼ぶ。ファンタジー小説などの小人の種族にも使われる。また4.25mm口径の小型拳銃リリパット･ピストルも同一である。
- ポータルサイト Yahoo! は公式には Yet Another Hierarchical Officious Oracle の略語だが、開発者たちが自分たちを、フウイヌム国に登場する種族にちなみヤフーと呼んだことに由来する。
- ラピュータ国の科学者が火星には2つの衛星があると述べる場面がある。これは火星に実際に2つの衛星（フォボス・ダイモス）が発見されるよりも早い指摘であった。これにちなんで、フォボスのクレーターには本作に関する人物の名前が、またダイモスのクレーターの一つには作者のスウィフトの名が与えられた。ちなみに作中のこの箇所にはケプラーの第三法則について言及があるため、火星の衛星が2個ある件についてもヨハネス・ケプラーの予想を引用したものと考えられる[4]。なお、このケプラーの予想は当時は有名だったと思われ、スウィフト以外にもヴォルテールが火星の2個の衛星について言及しており、同じくダイモスのクレーターにその名が与えられた。また、原典であるケプラーの予想は間違った推論によるものであり、実際に火星の衛星が2個であったのは単なる偶然の一致である[注 5]。
- 1986年宮崎駿監督のアニメ映画『天空の城ラピュタ』に登場するラピュタの名。
- 1999年に登場した、スズキ製造・マツダ販売の軽乗用車マツダ・ラピュタ。
- 中古車をメインとした自動車の販売・買取会社「ガリバーインターナショナル」（現：IDOM）の社名の由来。ガリヴァー旅行記の内容が当該会社の企業理念になっており、「ガリバーが小人の国で巨人と思われたり巨人の国で小人と思われたりして、比べる対象によって大きくも小さくも見える。」「地方で一番になって巨人のように見せかけても、その本質は変わらない。目標は大きく掲げるが、それを達成しても驕ることなく、謙虚な気持ちを忘れないようにしよう。」としている[5]。

## 日本語訳一覧
- 『ガリヴァー旅行記』平井正穂訳、岩波文庫、1980年10月。ISBN 400-3220935。
  - 『ガリヴァー旅行記』平井正穂訳、ワイド版岩波文庫、1993年6月。ISBN 400-0071041
- 『ガリヴァ旅行記』中野好夫訳、新潮文庫、改版1992年（原著1951年）。ISBN 410-2021019。
  - 『ガリヴァー旅行記』中野好夫訳、岩波書店〈岩波少年文庫〉、2001年3月。ISBN 400-1145383。新装改版
- 『ガリヴァー旅行記』冨山太佳夫訳、岩波書店〈ユートピア旅行記叢書 6〉、2002年3月。ISBN 400-0260960。
  - 『ガリヴァー旅行記　本文篇』 岩波書店、2013年8月。2巻組（本文・注釈）。注釈篇は原田範行・服部典之・武田将明
- 『ガリヴァー旅行記』坂井晴彦訳、福音館書店〈福音館文庫 古典童話 上下〉、2006年1月。完訳注版
- 『ガリバー旅行記』 山田蘭訳、角川書店〈角川文庫〉、2011年3月。ISBN 404-2982182
- 『ガリヴァー旅行記』高山宏訳、研究社「英国十八世紀文学叢書」、2021年1月。ISBN 432-7180521。
- 『ガリバー旅行記』柴田元幸訳、朝日新聞出版、2022年10月。ISBN 402-2518650。